# Eric Griffin
Eric Michael Griffin, född 28 december 1976 i Boston, Massachusetts, är en amerikansk rockgitarrist och -basist.
Griffin började spela gitarr som 12-åring, influerad av Kiss och Mötley Crüe. I slutet av 1990-talet blev han medlem i bandet Synical. Han värvades senare till från Murderdolls av Tripp Eisen, tillsammans med bandkamraten Ben Graves. I Murderdolls spelade Eric bas. Efter att bandet tagit en paus 2004 har han bland annat spelat gitarr med Murderdolls Wednesday 13 i dennes soloprojekt. 
Man kan se Griffin i Static-X's musikvideo "Cold" som en vampyr och i Deftones video "Back to School" som en student.

## Band Eric Griffin har spelat i
- 1999–2002: Synical – gitarr
- 2002–2004: Murderdolls – basgitarr
- 2004: The Napoleon Blownaparts – gitarr
- 2005: Faster Pussycat – gitarr
- 2006–2007: Wednesday 13 – gitarr
- 2008–2009: Synical – gitarr
- 2009– : Genitorturers – gitarr
- 2011–2012: The Dreaming – gitarr
- 2012–2013: Davey Suicide – gitarr
- 2014–2015: Six Days Til Sunday – gitarr

## Video
Eric Griffin har deltagit i musikvideor med the Murderdolls, Wednesday 13 och Davey Suicide som bandmedlem, Griffin har också deltagit i videor som skådespelare.
- Depeche Mode – "I Feel Loved"
- Alien Ant Farm – "Movies" där han spelade Axl Rose
- Static-X – "Cold" där han spelade vampyr.
- Goo Goo Dolls – "Broadway"
- Deftones – "Back to School" där han spelade en student